# Memphis Hustle 2020-2021
La stagione 2020-21 dei Memphis Hustle fu la 4ª nella NBA D-League per la franchigia.
I Memphis Hustle arrivarono dodicesimi nella regular season con un record di 6-9, non qualificandosi per i play-off.

## Roster
| N° | Naz.                   | Ruolo | Sportivo          | Anno | Alt. | Peso |
| -- | ---------------------- | ----- | ----------------- | ---- | ---- | ---- |
| 0  | Stati Uniti (bandiera) | G     | Anthony Cowan     | 1997 | 183  | 77   |
| 3  | Stati Uniti (bandiera) | G     | Tyrell Terry      | 2000 | 188  | 73   |
| 4  | Stati Uniti (bandiera) | AC    | Jontay Porter     | 1999 | 211  | 109  |
| 5  | Stati Uniti (bandiera) | A     | Jahlil Tripp      | 1997 | 196  | 98   |
| 7  | Stati Uniti (bandiera) | G     | Ahmad Caver       | 1995 | 188  | 79   |
| 10 | Stati Uniti (bandiera) | A     | Shakur Juiston    | 1996 | 201  | 100  |
| 11 | Stati Uniti (bandiera) | G     | Shaq Buchanan     | 1997 | 191  | 86   |
| 13 | Stati Uniti (bandiera) | G     | David Stockton    | 1991 | 180  | 75   |
| 15 | Stati Uniti (bandiera) | G     | Sam Merrill       | 1996 | 193  | 93   |
| 25 | Stati Uniti (bandiera) | A     | Bennie Boatwright | 1996 | 208  | 107  |
| 30 | Stati Uniti (bandiera) | G     | Sean McDermott    | 1996 | 198  | 88   |
| 32 | Stati Uniti (bandiera) | AC    | Darnell Cowart    | 1998 | 203  | 127  |
| 33 | Stati Uniti (bandiera) | A     | Freddie Gillespie | 1993 | 206  | 111  |

## Staff tecnico
- Allenatore: Jason March
- Vice-allenatori: Brett Burman, Alex Lloyd, Carldell Johnson, Michael Joiner